# Domezain-Berraute
Domezain-Berraute település Franciaországban, Pyrénées-Atlantiques megyében. Lakosainak száma 468 fő (2022. január 1.). Domezain-Berraute Arbérats-Sillègue, Arbouet-Sussaute, Aroue-Ithorots-Olhaïby, Béhasque-Lapiste, Etcharry, Larribar-Sorhapuru, Lohitzun-Oyhercq, Osserain-Rivareyte és Saint-Gladie-Arrive-Munein községekkel határos.

## Népesség
A település népességének változása:
| Lakosok száma | 507  | 511  | 555  | 505  | 485  | 464  | 464  | 468  | 468  |
|               | 2013 | 2015 | 2016 | 2017 | 2018 | 2019 | 2020 | 2021 | 2022 |